# Chrisi
Chrisi – niezamieszkana grecka wyspa. Jej długość wynosi 5 km, natomiast szerokość 1 km, a łączna powierzchnia 5 km². Wyspa leży około 15 km od wybrzeża Krety na południe od miasta Jerapetra.
Na wyspę można się dostać dzięki łodziom motorowym odpływającym z miasta kilka razy dziennie oraz statkiem pasażerskim z portu, podróż trwa około jednej godziny. Obecnie wyspa jest niezamieszkana i nie można na niej spędzić nocy pod dachem z powodu braku hotelu. Jedyne budynki to dwie tawerny, które są otwarte w ciągu dnia. Na wyspie znajduje się jedyny w Europie las cedrowy. Plaża zwana jest też Golden Beach z uwagi na żółty piasek.
Leży w administracji zdecentralizowanej Kreta, w regionie Kreta, w jednostce regionalnej Lasiti, w gminie Jerapetra.